# Rapid (Kleinstwagen)

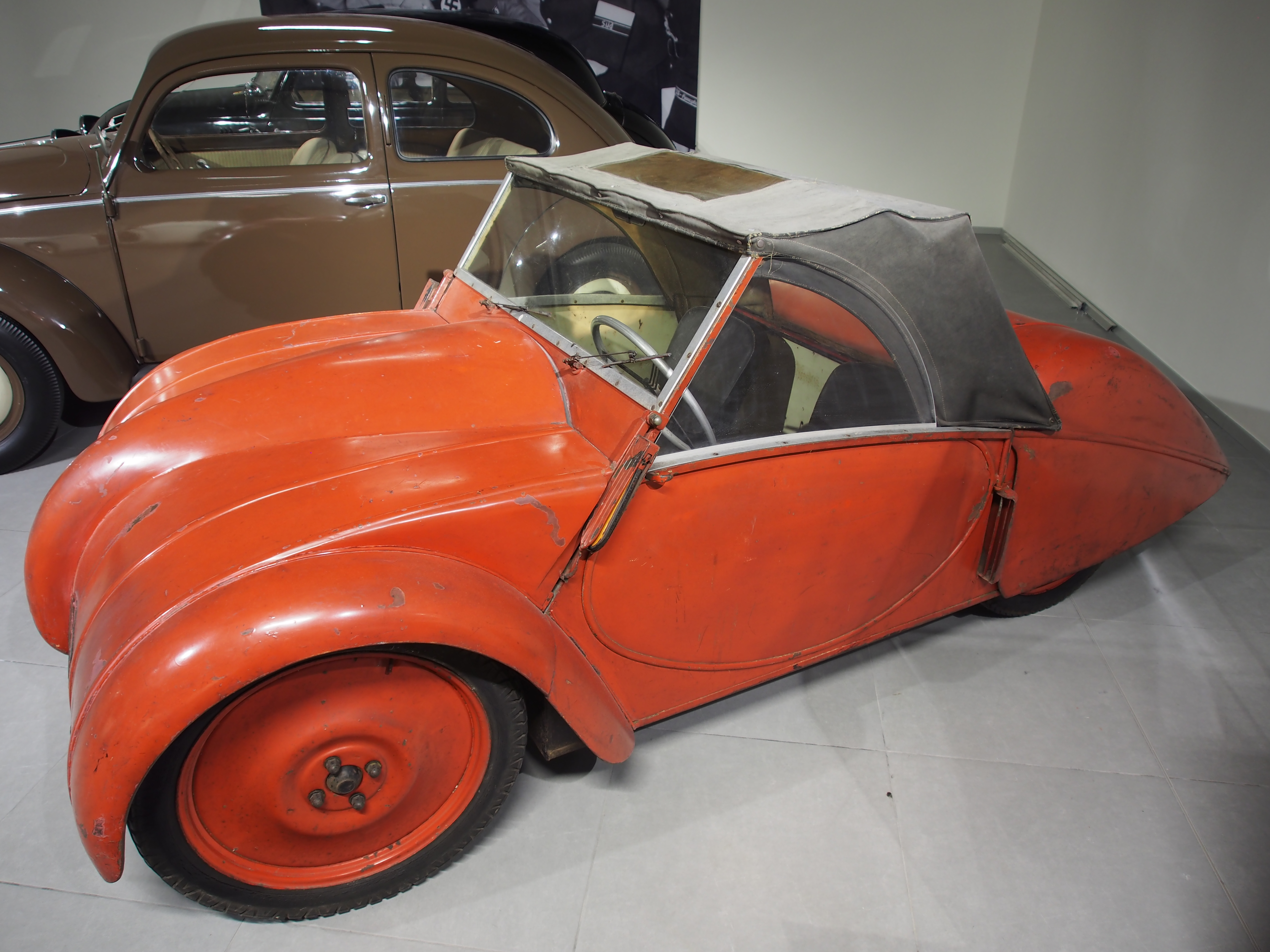
Rapid im Louwman Museum

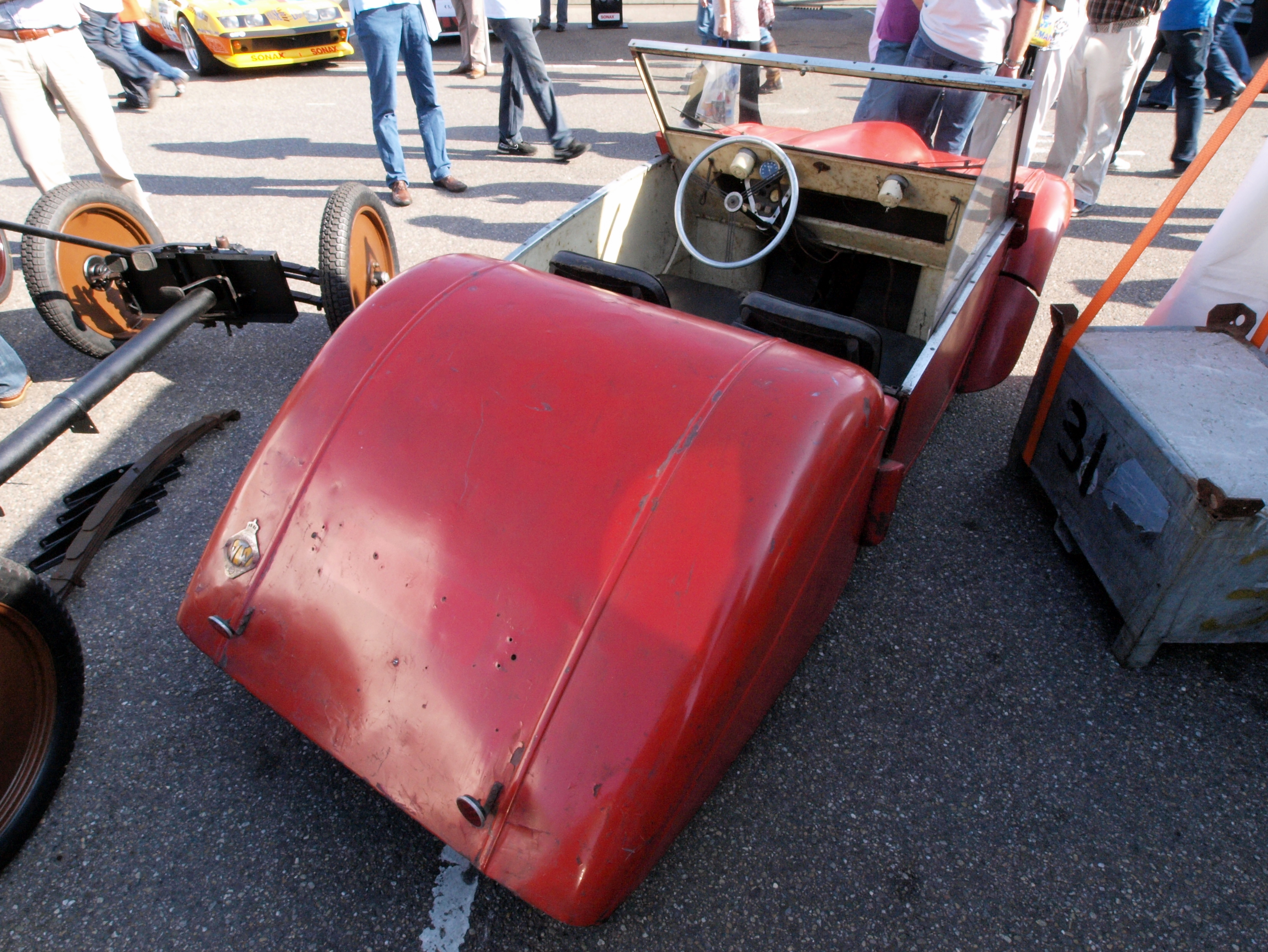
Heckansicht

Der Rapid ist ein Kleinstwagen des Schweizer Herstellers Rapid Motormäher.

## Entwicklungsgeschichte
Das Unternehmen Rapid präsentierte das Fahrzeug am 13. September 1946. Das Fahrzeug basierte auf dem Standard Superior, einem Entwurf von Josef Ganz. Die Fahrzeuge verfügten über einen Einzylindermotor im Heck, der über ein Dreiganggetriebe die Hinterachse ohne Differenzial antrieb, über einen Zentralrohrrahmen und eine offene, zweisitzige Karosserie. Die ersten Fahrzeuge hatten einen Zweitaktmotor mit 200 cm³ oder 300 cm³ Hubraum.

## Modellpflege
Anfang 1947 erfolgte eine Modellpflege: Die Frontpartie wurde umgestaltet, und für den Antrieb sorgte nun ein Gegenkolbenmotor von MAG mit 350 cm³ Hubraum (68 mm Bohrung und 96 mm Hub) und 8 PS.

## Weitere Angaben
Die Höchstgeschwindigkeit war mit 70 km/h angegeben, das Gewicht mit 400 kg und der Kraftstoffverbrauch mit 5 bis 6 Liter auf 100 km.  Der Verkaufspreis in der Schweiz betrug 3600 Schweizer Franken.
Ende 1947 endete die Produktion nach 36 Fahrzeugen.
Ein Fahrzeug gehört zur Sammlung des Verkehrshauses der Schweiz in Luzern. Ein weiteres steht in der Louwman Collection in Den Haag.